# Saverio Saltarelli
Saverio Saltarelli (Pescasseroli, l'Aquila, Itàlia, 25 de maig de 1947 - Milà, 12 de desembre de 1970) va ser un activista polític comunista italià, que va ser assassinat després de ser colpejat per un projectil de gas lacrimogen disparat a l'altura dels ulls per carabiners italians durant uns aldarulls al carrer.

## Trajectòria
Saltarelli va néixer al municipi italià de Pescasseroli, a la província de L'Aquila, en el si d'una família de pastors. De ben jove es va traslladar a Milà, on va estudiar el batxillerat i després la universitat, alternant estudis i treball quan estava cursant el tercer any a la facultat de Dret de la Universitat de Milà.
La tarda del 12 de desembre de 1970 es van programar quatre actes a Milà. El primer, previst des de Via Conservatorio fins a Piazza del Duomo, va ser convocat per l'Associació Nacional de Partisans d'Itàlia (ANPI) com a protesta contra les condemnes a mort del procés de Burgos contra militants d'Euskadi Ta Askatasuna. El segon, va ser una concentració antifeixista convocada pel Moviment Estudiantil prop de la universitat estatal, a la via Festa del Perdono. El tercer va ser una concentració anarquista a la Piazza del Duomo amb motiu del primer aniversari de l'atemptat de la Piazza Fontana i la mort de Giuseppe Pinelli, assassinat innocentment a les instal·lacions de la seu de la policia de Milà. El quart va ser una trobada a la Piazza San Carlo de grups neofeixistes de la ciutat vinculats al Moviment Social Italià (MSI). Del total dels quatre actes, el comissari de policia en van prohibir els dos primers per raons de seguretat i ordre públic.
Als 23 anys, durant la manifestació convocada per anarquistes amb el suport del grup Revolució Comunista, va ser colpejat mortalment per un projectil de gas lacrimogen disparat pels carabiniers a l'altura dels ulls, quan es trobava a la via Larga, prop de la carretera principal.

## Influència cultural
- Dario Fo i Paolo Ciarchi van musicar l'acte amb una cançó, cantada entre d'altres per Pino Masi. Virgilio Savona també el va esmentar a la cançó Nella testa di Nicola, extreta del disc È Lungo la Strada.
- Saltarelli també s'esmenta explícitament a la cançó popular dels katanga del Moviment Estudiantil, fent referència al grup homònim que s'ocupava del servei d'ordre de manifestacions i sovint xocava amb grups de policia i neofeixistes.